# Bolivaritettix circocephala
Bolivaritettix circocephala är en insektsart som beskrevs av Zheng, Z. 1992. Bolivaritettix circocephala ingår i släktet Bolivaritettix och familjen torngräshoppor. Inga underarter finns listade i Catalogue of Life.